# Synkopendissonanz
Synkopendissonanz bezeichnet eine Art der Dissonanzbehandlung. Eine Synkopendissonanz ist
- der hintere Teil einer synkopierten Note,
- der auf eine betonte Taktposition fällt,
- zu mindestens einer anderen Stimme ein dissonantes Intervall bildet
- und sich dann eine Sekunde abwärts bewegt:

Dieses Verfahren entstand im 14. Jahrhundert und wurde in Kompositionslehren der Renaissance beschrieben und in Regeln gefasst. Seitdem ist es ein grundlegendes Element der Satztechnik, auch in tonaler Musik.
Im Hinblick auf ihre Taktposition unterscheidet sich die Synkopendissonanz von allen anderen Dissonanztypen der Renaissancemusik (Durchgangs-, Wechsel-, Nebennoten und Antizipationen), da diese grundsätzlich auf unbetonte Taktteile gesetzt wurden. Die synkopierte Note war in der Renaissance in der Regel eine (punktierte) Semibrevis.

## Zweistimmigkeit
Die Lehre des Kontrapunkts bezog sich ursprünglich auf die Zweistimmigkeit und geht auch später methodisch von der Zweistimmigkeit aus. In diesem Rahmen kennt sie als Dissonanzen:
- Sekunden,
- Quarten,
- Septimen,
- deren Oktaverweiterungen (None, Undezime usw.),
- sowie alle übermäßigen und verminderten Intervalle.[2]

Vor und nach einer Synkopendissonanz befinden sich in der Regel konsonante Intervalle (Prime, Oktave, Quinte, Terz, Sexte). Diese werden als Vorbereitung und Auflösung der Synkopendissonanz bezeichnet.
Gioseffo Zarlino und andere Theoretiker empfehlen, dass nach einer Synkopendissonanz die nächstgelegene Konsonanz folgen sollte. Dennoch können auch andere Intervalle folgen, indem die Gegenstimme bei der Auflösung der Synkopendissonanz nicht liegenbleibt, sondern sich bewegt:

### Synkope oben / Synkope unten
Bei der Septime liegt die Synkopendissonanz in der höheren Stimme. Bei Sekunden und Quarten kann sie in der höheren oder in der tieferen Stimme liegen. Zarlino demonstriert diese verschiedenen Möglichkeiten und zeigt außerdem, dass nach einer Synkopendissonanz u. U. ebenfalls eine verminderte Quinte folgen kann.

### Agente/Patiente
Giovanni Maria Artusi hat die Vorgänge im Umfeld einer Synkopendissonanz mit einem Zweikampf verglichen: Die Dissonanz entstehe, indem eine Stimme, die sich nicht bewegt und sich somit ‚passiv‘ verhält, durch die Bewegung einer anderen Stimme einen Hieb („percossa“) abbekommt. Die ‚passive‘ (also die synkopierte) Stimme nennt Artusi „parte Patiente“, die ‚aktive‘ Gegenstimme „parte Agente“.

### Sekunde / None
Seit dem 18. Jahrhundert wird zwischen der Synkopendissonanz der ‚Sekunde‘ und der ‚None‘ unterschieden, je nachdem, ob die Synkope in der tieferen oder in der höheren Stimme liegt (also unabhängig vom tatsächlichen Abstand zwischen den Stimmen):

## Zusatzstimmen
Zu einer zweistimmigen Fortschreitung mit einer Synkopendissonanz können in weiteren Stimmen Töne gesetzt werden, die mit dem Agente oder (als weitere Synkopendissonanz) mit dem Patiente konsonieren. Viele dissonante Klänge, die auch nach dem 16. Jahrhundert üblich geblieben sind, können auf diese Weise hergeleitet werden, z. B.:

## Loslösung von der Kadenz, Synkopenketten
Synkopendissonanzen wurden zunächst vor allem im Rahmen von Kadenzen (in der Diskantklausel) verwendet. Ab der zweiten Hälfte des 16. Jahrhunderts wurden sie aber mit zunehmender Selbstverständlichkeit auch innerhalb von Abschnitten eingesetzt.
Synkopenketten werden im 17. Jahrhundert ein beliebtes kompositorisches Mittel. Sie liegen einer Vielzahl von Sequenzmustern zugrunde, z. B.:

## Synkopendissonanz versus Vorhalt
Nach den hier skizzierten kontrapunktischen Betrachtungsweisen enthält eine Klangfortschreitung häufig eine strukturell grundlegende Intervallfortschreitung, der weitere Intervalle hinzugesetzt sind. In Harmonielehren des 18. Jahrhunderts hat sich hingegen ein neues Verständnis etabliert, das diese Betrachtungsweisen allmählich zurückgedrängt und auch zu einer veränderten Auffassung der Synkopendissonanz geführt hat.
So lassen sich nach Johann Philipp Kirnberger sämtliche Klänge aus Umkehrungen des Dreiklangs und des Septakkordes ableiten. Dabei gelten die Septimen in Septakkorden als „wesentliche Dissonanzen“, „weil sie nicht an der Stelle einer Consonanz gesetzt werden, der sie gleich wieder weichen, sondern eine Stelle für sich behaupten“. Eine Septime in einem Septakkord vertrete also keinen Akkordton, sondern sei selbst einer. Demgegenüber enthielten alle anderen dissonanten Akkorde „zufällige Dissonanzen“, „die man als Vorhalte ansehen kann […], die eine kurze Zeit die Stelle der consonirenden einnehmen, und währender [!] Dauer des Grundtones, mit dem sie dißoniren, in ihre nächsten Consonanzen übergehen“.
- Die Septimen unter a) sind demnach Vorhalte, die einen Ton einer Dreiklangsumkehrung (die Sexte eines Sextakkordes) vertreten.
- Die Septimen unter b) sind keine Vorhalte, sondern Bestandteile von Septakkorden.
- Bei c) gibt es im Bass einen Vorhalt zum Basston einer Septakkordumkehrung (Terzquartakkord); das f in der Oberstimme ist als Akkordseptime hingegen „wesentliche Dissonanz“.
- Bei d) sind h und f Vorhalte innerhalb eines Sextakkords:[12]